# بيترو بيريلي
بيترو بيريلي (بالإيطالية: Simone Perilli)‏ هو لاعب كرة قدم إيطالي في مركز حراسة المرمى، ولد في 1 يوليو 1995 في روما في إيطاليا. شارك مع منتخب إيطاليا تحت 16 سنة لكرة القدم. أما مع النوادي، فقد لعب مع نادي برو باتاريا ونادي بيروجيا ونادي روما ونادي ريجيانا 1919 ونادي ساسولو.

## وصلات خارجية
- بيترو بيريلي على موقع قاعدة بيانات كرة القدم.إي يو (الإنجليزية)
- بيترو بيريلي على موقع Soccerway.com (الإنجليزية)
- بيترو بيريلي على موقع AS.com (الإسبانية)